# Mirabelle Njoze
Mirabelle Njoze (* 5. Februar 1997) ist eine ehemalige britische Tennisspielerin.

## Karriere
Njoze begann mit acht Jahren das Tennisspielen und spielte hauptsächlich auf dem ITF Women’s Circuit, wo sie einen Titel im Doppel gewinnen konnte.
Njoze wird seit Oktober 2018 nicht mehr in den Weltranglisten geführt. 2019 spielte sie zwar elf mit 15.000 US-Dollar dotierte ITF-Turniere, scheiterte aber in allen Turnieren in der Qualifikation und erzielte so keine Weltranglistenpunkte.

## Turniersiege

### Doppel
| Nr. | Datum           | Turnier | Kategorie   | Belag     | Partnerin        | Finalgegnerinnen                             | Ergebnis  |
| --- | --------------- | ------- | ----------- | --------- | ---------------- | -------------------------------------------- | --------- |
| 1.  | 10. August 2015 | Bursa   | ITF $10.000 | Hartplatz | Katharina Hering | María Fernanda Álvarez Terán Noelia Zeballos | 7:64, 6:4 |